# Lusho
Lusho, artiestennaam van Somo Lenkadiyo, is een Nederlandse rapper.

## Biografie
Lenkadiyo komt uit het Amsterdamse stadsdeel Zuid. Op zijn zestiende begon hij met het maken van muziek; eerst maakte hij beats en vanaf zijn achttiende begon hij te rappen. Hij was goed bevriend met de rapper Moski en de twee besloten samen de studio in te gaan. Het resultaat hiervan was Zo boos?, een nummer dat nadat het op mediaplatform TikTok gedeeld werd, gelijk viraal ging aldaar. Hij volgde met de single Ironisch.
In het voorjaar van 2023 kwam Lusho met het lied New Balance. Dit nummer bereikte de 28e positie van de Nederlandse Single Top 100. Het volgende nummer waar hij succes mee had in de hitlijsten was Bankoe bitches, waarop hij samenwerkte met Cristian D, Yssi SB en $hirak. In het midden van 2023 stond de rapper op urbanfestival Rolling Loud en in begin 2024 op Noorderslag.

## Discografie

### Nummers met notering(en) in een hitlijst
| Lied                                               | Verschijnen      | Album | Hitlijsten   | Hitlijsten   | Opmerkingen |
| Lied                                               | Verschijnen      | Album | NL (Top 100) | NL (Top 100) | Opmerkingen |
| Lied                                               | Verschijnen      | Album | Piek         | Weken        | Opmerkingen |
| -------------------------------------------------- | ---------------- | ----- | ------------ | ------------ | ----------- |
| New Balance                                        | 12 februari 2023 | —     | 28           | 4            |             |
| Bankoe bitches (met Cristian D, Yssi SB en $hirak) | 12 mei 2023      | —     | 65           | 3            |             |